# Frank Herbert
Frank Patrick Herbert, Jr., född 8 oktober 1920 i Tacoma i Washington, död 11 februari 1986 i Madison i Wisconsin, var en amerikansk författare som är mest känd för serien Dune där den första boken anses höra till de främsta verk som skrivits inom genren science fiction.

## Biografi
Frank Herbert föddes den 8 oktober 1920 i Tacoma. Han var son till Frank Patrick Herbert, Sr. och Eileen Herbert (född McCarthy). Efter att ha uppgett fel ålder fick han sitt första journalistarbete som nittonåring på tidningen Glendale Star 1939. Under andra världskriget tjänstgjorde han i USA:s flottas Seabees som fotograf. 1940 gifte sig Herbert med Flora Parkinson och fick dottern Penny. Paret skildes 1945. Efter kriget studerade Herbert en kort tid på University of Washington, där han mötte Beverly Ann Stuart vid en skrivarkurs 1946. Den 20 juni 1946 gifte sig Herbert för andra gången med Beverly Ann Stuart. De fick två söner, Brian Herbert och Bruce Herbert. Därefter återvände han till journalistiken och arbetade vid tidningarna The Seattle Star, The Oregon Statesman och The San Francisco Examiner. På 1950-talet publicerade han sina första science fiction-noveller i Astounding Science Fiction och Amazing Stories. Arbetet med Dune började 1959 och bestod av bland annat observationer av sanddyner i Florence, Oregon. Boken publicerades i augusti 1965 och blev belönad med både Hugopriset och Nebulapriset. Berättelsen följdes sedan av flera uppföljare. Frank Herbert avled den 11 februari 1986 i bukspottkörtelcancer.